# Driver: San Francisco
Driver: San Francisco è un videogioco della serie Driver, sviluppato dalla Ubisoft Reflections e pubblicato, sempre dalla Ubisoft, per PlayStation 3, Xbox 360, Microsoft Windows, Wii, macOS e su Onlive. Il gioco è disponibile dal 2 settembre 2011 per PlayStation 3 e Xbox 360, mentre su PC dal 30 settembre 2011.

## Sviluppo
Il nuovo capitolo di Driver venne annunciato nell'agosto 2006, quando l'Ubisoft acquisì i diritti del gioco da Atari.. Sony ha confermato al Tokyo Game Show 2006 che il nuovo Driver sarà sviluppato in esclusiva PlayStation 3. Poi giunse la notizia che la Ubisoft aveva registrato il marchio Driver: The Recruit. Infatti un giornalista della BBC aveva rilevato che il nuovo Driver era in sviluppo da giugno 2008 dal team di Newcastle.
Il 13 gennaio 2010, Ubisoft annuncia ufficialmente il nuovo Driver e la data del gioco è prevista nel corso del 2011. Il 23 aprile 2010, Ubisoft registra il dominio Driver: San Francisco. Il 27 maggio 2010, Ubisoft conferma che il nuovo Driver sarà presente all'E³ 2010. Il 7 giugno 2010, Ubisoft apre il sito di Driver con un teaser trailer.
All'E3 2010, Ubisoft pubblica un video e diverse immagini di Driver. Il 15 luglio 2011, Ubisoft annunciò che il gioco avrebbe fatto utilizzo del pass online per Uplay, rendendolo il primo titolo a fare uso di tale caratteristica, tuttavia molte copie del gioco all'uscita presentavano un codice Uplay illeggibile e così l'azienda decise di rendere il pass totalmente gratuito per evitare polemiche. Il 10 agosto 2011 viene distribuita la demo scaricabile da PlayStation Network (PSN) e Xbox Live. Infine Sony afferma che il gioco uscirà il 2 settembre 2011 anche per console Wii e che sarà completamente diverso da quello per PC, PS3, e Xbox 360.

## Trama
Il gioco è ambientato nella città di San Francisco e si svolge interamente in un "sogno" di Tanner. Il protagonista infatti, dopo aver avuto un incidente insieme al compagno Tobias Jones durante l'inseguimento di Jericho ha la peggio e cade in coma. Durante il coma Tanner vive l'indagine per catturare Jericho tramite un'abilità speciale: riesce infatti ad apparire agli altri come se fosse una persona diversa, operazione che venne chiamata "Shift".
Dopo avere in sogno capito i piani di Jericho, ovvero di simulare la costruzione di una bomba per far evacuare la città e far evadere un detenuto che gli ha promesso 30 milioni di dollari, si risveglia improvvisamente lanciandosi in città e dando vita a un lungo inseguimento che culmina con l'arresto di Jericho grazie all'intervento di Jones che sperona l'auto dell'antagonista che stava per schiantarsi contro l'auto su cui era a bordo Tanner.
Questa trama si riferisce alla versione per PC, PS3 e Xbox 360. Per Wii è totalmente diversa, infatti il gioco risulta il prequel del primo Driver, con il protagonista ad inizio carriera, inoltre è assente la modalità Shift, ma in compenso come funzioni inedite per Wii, si potra sparare dall'auto puntando il wiimote allo schermo (dopo aver sbloccato questa caratteristica), mentre in multiplayer (solo in locale e fino a 4 giocatori) cooperativo, se il compagno è connesso alla console con un Nintendo DS o 3DS, questo potra far approntare dei posti di blocco sulla mappa.

## Caratteristiche
Driver: San Francisco appartiene al genere sandbox ed è uno dei pochi giochi di guida presenti in questo genere. Una delle caratteristiche principali del gioco è il sistema chiamato Shift. Si tratta, in breve, della possibilità di passare da un'auto all'altra anche se situate in punti diversi della mappa e in un qualsiasi momento. Questo innovativo sistema è presente anche nella modalità multiplayer.

## Collector's Edition

Una scena di gioco

Driver: San Francisco è disponibile anche in una Collector's Edition per PC, Xbox 360 e PS3. I contenuti di questa edizione speciale sono i seguenti:
- Una riproduzione da collezione della Dodge Challenger R/T del 1970 in scala 1:24,
- Una mappa di San Francisco con la posizione di tutti gli elementi collezionabili,
- Il fumetto di Driver,
- Tre auto per il comparto multiplayer: l'Aston Martin DB5 (1963), la Lamborghini Miura (1972) e la Shelby Cobra 427 (1966),
- Quattro nuove sfide per la modalità in singolo.

## Veicoli presenti nel gioco
Principale novità di questo nuovo capitolo della serie è il completo parco veicoli, sono presenti infatti circa 140 modelli reali e completamente danneggiabili tra auto e mezzi pesanti con relative licenze ufficiali, cosa in precedenza accaduta per giochi di questa tipologia solo nella serie The Getaway, esclusiva PlayStation 2. Queste auto si riferiscono alle versioni PC, PS3 e Xbox 360.
- Abarth 500 (2008)
- Abarth Fiat 695 ss Assetto Corse (1970)
- Alfa Romeo 159 Ti (2009)
- Alfa Romeo 8C Competizione (2007)
- Alfa Romeo Giulia TZ2 (1965)
- Alfa Romeo Giulietta (2010)
- Alfa Romeo Mito (2009)
- Alfa Romeo Spider Duetto (1966)
- AMC Pacer (1980)
- Aston Martin Cygnet (2011)
- Aston Martin DB5 (1963)
- Aston Martin DB9 Volante (2010)
- Aston Martin Rapide (2010)
- Aston Martin V12 Vantage (2010)
- Asym Desanne 3.0T (2009)
- Asym Desanne X/T - Cop (2009)
- Asym Desanne LX - Taxi (2009)
- Audi A4 2.0 TFSI (2010)
- Audi Q7 4.2 FSI quattro (2010)
- Audi R8 5.2 FSI quattro (2010)
- Audi RS 6 Avant (2008)
- Audi S5 Coupe (2010)
- Audi Sport quattro S1 – Rally (1985)
- Audi TT RS Coupe (2010)
- Bentley Arnage T (2005)
- Bentley Continental Supersports (2010)
- Cadillac CTS-V (2010)
- Cadillac DTS (2010)
- Cadillac Eldorado (1959)
- Cadillac Escalade (2007)
- Cadillac Escalade – Cop (2007)
- Cadillac XLR-V (2009)
- Chevrolet Bel Air (1957)
- Chevrolet Blazer (2001)
- Chevrolet C10 (1965)
- Chevrolet C10 – Tow-Truck (1965)
- Chevrolet Camaro SS (1968)
- Chevrolet Camaro SS – Jones' car (2010)
- Chevrolet Camaro Z28 (1986)
- Chevrolet Chevelle SS (1970)
- Chevrolet Corvette (1960)
- Chevrolet Corvette Z06 – Drift (2009)
- Chevrolet Corvette ZR1 (2010)
- Chevrolet Corvette ZR1 – Cop (2010)
- Chevrolet El Camino (1973)
- Chevrolet Impala (2006)
- Chevrolet Impala – Taxi (2006)
- Chevrolet Volt (2011)
- DeLorean DMC-12 (1983)
- Dodge Challenger R/T – Tanner's car (1970)
- Dodge Challenger SRT8 (2009)
- Dodge Charger R/T (1969)
- Dodge Charger SRT8 (2009)
- Dodge Charger SRT8 – Cop (2009)
- Dodge Grand Caravan (2009)
- Dodge Grand Caravan – Taxi (2009)
- Dodge Monaco (1974)
- Dodge Monaco – Cop (1974)
- Dodge Neon (2002)
- Dodge Ram 3500 Laramie (2010)
- Dodge Ram SRT10 – Jericho's car (2006)
- Dodge Viper SRT10 ACR (2009)
- Ford Crown Victoria (1999)
- Ford Crown Victoria – Cop (1999)
- Ford Crown Victoria – Taxi (1999)
- Ford F-150 XLT SuperCrew (2010)
- Ford F-350 Super Duty (2008)
- Ford Gran Torino (1974)
- Ford GT (2006)
- Ford Mustang Convertible (2008)
- Ford Mustang GT Fastback (1968)
- Ford Mustang Mach 1 (1973)
- Ford RS200 – Rally (1985)
- Ford Shelby GT500 (2010)
- Ford Taurus SHO (2010)
- GMC C5500 (2008)
- GMC C5500 – Ambulance (2008)
- GMC Savana – News Van (2005)
- GMC Sierra (1998)
- GMC Sierra – Monster Truck (1998)
- GMC Vandura (1983)
- Hudson Hornet (1951)
- Hummer H3X (2009)
- Jaguar E-Type (1966)
- Jaguar XFR (2010)
- Jaguar XKR (2010)
- Jeep Wrangler (1988)
- Lamborghini Countach LP400S (1978)
- Lamborghini Diablo VT (1994)
- Lamborghini Gallardo LP560-4 (2009)
- Lamborghini Jalpa (1986)
- Lamborghini Miura (1972)
- Lamborghini Murcielago LP640 (2007)
- Lamborghini Murcielago LP670-4 SV (2009)
- Lancia Stratos – Rally (1974)
- Lincoln Town Car (2010)
- Maserati GranTurismo S (2008)
- McLaren F1 (1997)
- McLaren MP4-12C (2011)
- McLaren SLR (2008)
- Nissan 370Z (2009)
- Nissan 370Z – Drift (2009)
- Nissan GT-R (2010)
- Nissan Skyline GT-R (R33) – Drift (1998)
- Oldsmobile Cutlass 442 (1970)
- Oldsmobile Vista Cruiser (1972)
- Pagani Zonda Cinque (2009)
- Pontiac GTO The Judge (1970)
- Pontiac Lemans (1971)
- Pontiac Solstice GXP (2009)
- Pontiac Solstice GXP – Drift (2009)
- Pontiac Trans Am (1975)
- Pontiac Trans Am (1977)
- Pontiac Trans Am (1980)
- Range Rover Sport Supercharged (2010)
- Ruf CTR 3 (2010)
- Ruf CTR Yellow Bird (1987)
- Ruf RK Coupe (2010)
- Ruf RK Spyder (2009)
- Ruf Rt 12 (2010)
- Shelby Cobra 427 (1966)
- Shelby GT500 (1967)
- Volkswagen Camper (1965)
- Volkswagen Scirocco R (2009)
- Volkswagen Scirocco R – Rally (2009)
- Volkswagen Baja Buggy (1963)
- Volkswagen Beetle (1963)
- Volkswagen New Beetle Convertible (2009)

Per la versione Wii i veicoli sono:
- Dodge Challenger R/T (1970)
- Shelby GT500 (1967)
- McLaren MP4-12C (2011)
- Dodge Charger R/T (1969)
- DeLorean DMC-12 (1981)

In questa versione il cambio d'auto avviene nel proprio garage e non con lo Shift come per le altre versioni.

## Accoglienza
La rivista Play Generation diede alla versione per PlayStation 3 un punteggio di 90/100, apprezzando il sistema di guida e la possibilità di passare istantaneamente da un'auto all'altra e come contro il fatto che non fosse impeccabile graficamente e la presenza di alcune missioni eccessivamente ripetitive, finendo per trovarlo un successo su tutti i fronti, fornendo divertimento garantito per gli appassionati del genere.